# HMSAS Protea (K51)
Pour les articles homonymes, voir K51.
Le HMSAS Protea (K51) était un  bâtiment hydrographique de la marine sud-africaine après la seconde guerre mondiale. C'était une corvette de classe Flower qui a servi dans la Royal Navy sous le nom de HMS Rockrose (pennant number : K51). Le HMS Rockrose a été initialement affecté à des fonctions d'escorte de convoi dans l'Atlantique Nord après son achèvement en 1941, mais a ensuite été transféré dans les eaux sud-africaines puis en Extrême-Orient avec la même mission. Elle a été retirée du service en 1945 au HMNB Devonport . Deux ans plus tard, le navire a été acheté par l'Afrique du Sud et a été transformé en navire d'étude en 1949. Le Protea était obsolète à la fin des années 1950 et a été mis en réserve en 1957. Le navire a été vendu en 1962 et a été transformé en chalutier avec le nom de Justin et a été mis au rebut en 1967.

## Historique
Le navire a été construit à Bristol par Charles Hill & Sons (en). Lancé en juillet 1941 comme navire d'escorte en Atlantique Nord il a été transféré en Atlantique Sud en 1942.
Dans le cadre de sa conversion en bâtiment hydrographique en 1949-1950, le navire a été désarmé et son intérieur a été largement remanié pour améliorer son endurance et son aménagement. Son pont a été remodelé pour améliorer la visibilité et une paire d'échosondeurs a été installée en plus d'un radar de navigation et d'un équipement de radiogoniométrie. Les changements ont augmenté son déplacement à 1 097 t et 1 360 t en charge. Son équipage était désormais composé de 82 officiers et officiers.